# Les Saisies
Les Saisies är en vintersportort i Savoie i Frankrike. Här avgjordes längdskidåkning vid olympiska vinterspelen 1992 och skidskytte vid olympiska vinterspelen 1992.

### Fotnoter
1. ↑  1992 Winter Olympics official report. Arkiverad 26 februari 2008 hämtat från the Wayback Machine. sid. 102-5. (engelska) & (franska)